# Agrimonia repens
Agrimonia repens är en rosväxtart som beskrevs av Carl von Linné. Agrimonia repens ingår i släktet småborrar, och familjen rosväxter. Inga underarter finns listade i Catalogue of Life.
Ett äldre svenskt namn är Luktborre